# 하동읍성
하동읍성(河東邑城)은 대한민국 경상남도 하동군 고전면에 있는 조선시대의 성이다. 1999년 8월 6일 경상남도의 기념물 제217호로 지정되었다가. 2004년 5월 31일 대한민국의 사적 제453호로 승격, 지정되었다.

## 개요
하동읍성은 조선 태종 17년(1417)에 축성된 조선전기의 전형적인 연해읍성(沿海邑城)의 하나로서, 일명 고현성(古縣城)이라 하며, 해발 149m의 양경산에 위치하고 있다. 조선전기 산상(山上)에 축조된 산성에 가까운 포곡식 석축성으로서 그 구조나 축조수법이 조선전기 연해읍성과 관방성의 축조수법을 이해하는데 있어서 중요한 자료가 된다. 특히 평지성(平地城)과 평산성(平山城)과는 달리 산성에 가깝고 축성신도(築城新圖) 반포 이전에 초축된 성에서부터 세종연간과 그 이후에 이르는 시기에 나타나는 다양한 형태의 축성양식을 단일성곽에서 확인할 수 있다는 점에서 축성사적 중요성이 있다고 할 것이다.
하동읍성이 위치한 고전면 고하리는 삼한시대의 변한 12국 중 낙노국(樂奴國)에 속한다고 추정하고 있으며, 가야에 속하여 대외교섭상의 위치에 있어 백제와 치열한 공방전을 벌인 곳이기도 하다. 가야가 멸망하고 백제의 세력권에 들면서 다사성(多沙城)이라 하였으며, 신라 통일 후 한다사군(韓多沙郡)이라 하여 읍기(邑基)를 고하에 둔 이래 고려, 조선조에 걸쳐 읍기였다. 1593년 임진왜란시 가토 기요마사(加藤淸正) 군대에 의해 성이 함락되어 객사, 관아, 향교 등이 불타버려 1661년에 횡포촌 내기동으로 관아를 이전하였다. 1667년에 다시 성내로 관아를 이전하기도 하였으나, 1703년 진답면 우동(비파리 우치동)으로 이읍(移邑)하였다.
『신증동국여지승람(新增東國輿地勝覽)』에 의하면 둘레 1,019척, 높이 13척으로 성안에 우물 5개, 연못 1개가 있었다고 하며 『조선왕조실록(朝鮮王朝實錄)』에는 여장의 높이가 3척, 적대(敵臺)가 11개, 원아축 4문, 옹성이 3개로 성은 높으나 협소하여 전시에 방비하기가 힘들다고 적고 있다. 문종연간의 기록을 보면 주위가 2,943척, 높이가 평지는 8척, 높고 험한 곳은 7척이며, 여장의 높이는 3척이고, 적대가 11개소로 이미 쌓은 것이 4개소이며, 문이 3개소에 옹성이 있고, 여장이 588개이고, 성안에 샘이 5개소, 못이 1개소, 해자는 미착이라고 되어 있다.
읍성의 주변으로는 해발 150∼300m 내외의 산줄기가 뻗어 있으며, 산줄기에서 동향 혹은 동남향하여 뻗은 50m 내외의 능선들이 주변을 둘러싸고 있다. 성내는 작은 곡부(谷部)를 이루고 있어 물은 대부분 남서쪽의 남문터 주변에 집중되어 동쪽으로 흘러 남서방향으로 배수되는 지형을 이루고 있다.
현재 잔존둘레는 1,400m이고, 폭 4.5m이며, 잔존 최고높이는 5.2m 정도의 규모이고, 동·서·남쪽 체성 중간에는 옹성을 두른 문지와 그 좌우 및 성 모퉁이에 방대상(方臺狀)의 치성을 배치하고 체성 바깥에는 다시 해자를 두었으며, 해자와 나란하게 양마장(羊馬墻)을 두른 구조로 되어 있다.

## 같이 보기
- 연해읍성

## 참고 자료
- 하동읍성 - 국가유산청 국가유산포털